# Zawidowice (gromada)
Zawidowice – dawna gromada, czyli najmniejsza jednostka podziału terytorialnego Polskiej Rzeczypospolitej Ludowej w latach 1954–1972.
Gromady, z gromadzkimi radami narodowymi (GRN) jako organami władzy najniższego stopnia na wsi, funkcjonowały od reformy reorganizującej administrację wiejską przeprowadzonej jesienią 1954 do momentu ich zniesienia z dniem 1 stycznia 1973, tym samym wypierając organizację gminną w latach 1954–1972.
Gromadę Zawidowice z siedzibą GRN w Zawidowicach utworzono – jako jedną z 8759 gromad na obszarze Polski – w powiecie jarocińskim w woj. poznańskim, na mocy uchwały nr 22/54 WRN w Poznaniu z dnia 5 października 1954. W skład jednostki weszły obszary dotychczasowych gromad Grodzisko, Lenartowice, Zawidowice i Zawady, ponadto miejscowości Rokutów i Turowy z dotychczasowej gromady Rokutów oraz miejscowość Prokopów z dotychczasowej gromady Pacanowice – ze zniesionej gminy Pleszew, a także obszar dotychczasowej gromady Brzezie ze zniesionej gminy Gołuchów – w tymże powiecie. Dla gromady ustalono 24 członków gromadzkiej rady narodowej.
1 stycznia 1956 gromada weszła w skład nowo utworzonego powiatu pleszewskiego w tymże województwie.
4 lipca 1968 z gromady Zawidowice wyłączono miejscowość Prokopów, włączając ją do nowo utworzonej gromady Pleszew w tymże powiecie.
1 stycznia 1970 do gromady Zawidowice włączono 86,30 ha z miasta Pleszew w tymże powiecie.
Gromada przetrwała do końca 1972 roku, czyli do kolejnej reformy gminnej.